# Ștefeni, Teleorman
Ștefeni este un sat în comuna Mereni din județul Teleorman, Muntenia, România. Se află în partea de nord-est a județului. La recensământul din 2002 avea o populație de 194 locuitori.